# Jaroslav Valenta (historik)
Jaroslav Valenta (27. října 1930 Kryry – 23. února 2004 Praha) byl český historik specializující se na dějiny Polska a česko-polských vztahů.

## Život
Po maturitě na Masarykově reálném gymnáziu v Plzni (1950) pokračoval ve studiu na Filozofická fakulta Univerzity Karlovy v Praze (obor historie–filosofie). Už během studia se jeho hlavním zájmem staly dějiny česko-polských vztahů. Po dokončení univerzitního studia (1955) nastoupil do Slovanského ústavu ČSAV, kde působil až do roku 1965. V roce 1959 se stal kandidátem věd, v roce 1967 se habilitoval v oboru nejnovějších obecných dějin a v roce 1969 se stal doktorem věd. Hodnost DrSc. mu však po nástupu normalizace nebyla uznána.
V 50. a 60. letech spolupracoval se Slezským studijním ústavem (pozdějším Slezským ústavem ČSAV) v Opavě a Pedagogickou fakultou v Ostravě. S nástupem normalizace musel opustit ČSAV a pracoval především mimo obor (např. jako korektor). Pod cizími jmény uveřejnil několik monografií osobností českého národního obrození (viz Publikace). Ve stejné době začal spolupracovat s komunistickou státní bezpečností. Jako agent (krycí jméno Jaroslav, 271030, registrační číslo 20708, správy StB 88) podával Státní tajné bezpečnosti zprávy přinejmenším o jednom historikovi („Akce Milan“) v jehož svazku jsou dochovány v rozsahu desítek stran.
Od roku 1989 pracoval v Ústavu dějin střední a východní Evropy ČSAV, odkud v roce 1993 přešel do Historického ústavu ČSAV. V letech 1990–1995 pedagogicky působil na Filozofické fakultě Univerzity Karlovy. V roce 1991 byl jmenován profesorem. Po roce 1989 se stal členem řady vědeckých a redakčních rad. V letech 1990–1993 zastával funkci předsedy vědecké rady Slezské univerzity v Opavě.

## Ocenění
Za své celoživotní dílo v oblasti česko-polských vztahů byl v roce 1993 dekorován důstojnickým křížem Řádu za zásluhy Polské republiky. Polská akademie věd jej v roce 1996 zvolila zahraničním členem.

## Publikace
- Česko-polské vztahy v letech 1918-1920 a Těšínské Slezsko. Ostrava : Krajské nakladatelství, 1961. 501 s.
- Hodina Ypsilon. Praha : Vydav. čas. min. nár. obrany, 1967. 214 s. (spoluautor Čestmír Vašák)
- František Vladislav Hek. Praha : Melantrich, 1976. 539 s. (jako tichý společník Josefa Johanidese)
- František Martin Pelcl. Praha : Melantrich, 1981. 428 s. (jako tichý společník Josefa Johanidese)
- Vznik, krize a rozpad sovětského bloku v Evropě 1944–1989. Ostrava : Amosium servis, 1991. 372 s. (spoluautoři Vladislav Moulis a Jiří P. Vykoukal)
- Magdalena Dobromila Rettigová. Rychnov nad Kněžnou aj. : Městský úřad, Státní okresní archiv, 1995. 361 s. (jako tichý společník Josefa Johanidese)

Valentova kniha Smrt generála o osudu Władysława Sikorského nikdy nespatřila světlo světa - jako důsledek nástupu normalizace byla sazba rozmetána krátce předtím, než měl titul vyjít.